# Kapliczki i figurki w Łąkcie Górnej
Kapliczki, krzyże i figurki w miejscowości Łąkta Górna w województwie małopolskim, w powiecie bocheńskim, w gminie Żegocina.
Kapliczki, krzyże i figurki (zwane też świątkami) są częstym elementem krajobrazu w Polsce. Stawiano je przy drogach, często na skrzyżowaniach dróg, w miejscach objawień religijnych lub ważnych dla społeczności lokalnej wydarzeń, w miejscach po zniszczonych świątyniach, także by uczcić jakieś ważne wydarzenie, czy potwierdzić swoje religijne zaangażowanie. W Łąkcie Górnej jest ich kilkanaście.
- 1. Kamienna figura słupowa – przy skrzyżowaniu drogi wojewódzkiej 965 z lokalną drogą na Lisówki. Jest zwieńczona metalowym krzyżem, a we wnęce w jej górnej części jest figura N.M.P. Niepokalanie Poczętej. Poniżej na bokach figurki płaskorzeźby Matki Boskiej Różańcowej ze św. Katarzyną ze Sieny, św. Dominikiem, św. Antonim i Janem Nepomucenem. Napis w dolnej części figury: „Fóndator Antoni Roszek prosi o westchnienie do Boga za dusze zmarłe ratónku żądającze. R. 1861”. W tylnej części napis z nazwiskiem rzeźbiarza Teodora Twaroga z Limanowej. Dawniej spod tej kapliczki wyruszały piesze pielgrzymki do Kalwarii Zebrzydowskiej (zobacz na mapie)
- 2. Kamienna figura słupowa – przy drodze na przysiółku Skrzydłówka. Zwieńczona jest kamiennym krzyżem i dwoma wieżyczkami. Z przodu ma głęboką wnęką, w której jest rzeźba N.P. Maryi Niepokalanie Poczętej. Poniżej wnęki jest napis: „Fundatorzy Józef i Maryanna Krawczyk. 1983”. Została ufundowana jako wotum za uratowanie od epidemii cholery.
- 3. Kamienna figura słupowa na cokole – przy drodze na przysiółku Podkosówka. Znajduje się w ogrodzonym metalowym płotkiem ogródku i zwieńczona jest kamiennym krzyżem z metalową figurką Chrystusa. We wnęce na ścianie przedniej płaskorzeźba Matki Boska Bolesnej, a poniżej napis: „Fundatorzy Józef i Maryanna Krawczyk. 1983”.
- 4. Murowana kapliczka na betonowym cokole – przy domu S. Wolaka na Skrzydłówce. Zwieńczona metalowym krzyżem z maleńką figurką ukrzyżowanego Chrystusa, poniżej w przeszklonej gablotce obraz Matki Boskiej Częstochowskiej i gipsową figurką Matki Boskiej Niepokalanie Poczętej. Wybudowana w 1958 roku.
- 5. Figura Chrystusa na cokole – przy drodze do basenu w Łąkcie Górnej, na obrzeżu parku przy dawnym dworze w Łąkcie Górnej. Ufundował ją dwór i gmina w 1875 r. jako wotum dziękczynności za ocalenie od zarazy. Wzniesiona w 1875 roku z fundacji dworu i gminy, na pamiątkę ocalenia od zarazy. Świadczą o tym dwa napisy: „Kosztem Dworu i Gminy Łąkty górnej w roku 1875 postawiono” i „Na pamiątkę zachowania od cholery tej wsi w r. 1873”. Poniżej kamiennej rzeźby Chrystusa napis dużymi literami: „Pójdzie do mnie którzyście spracowani i obciążeni a ja was pocieszę”.
- 6. Kaplica dworska – w parku dworskim naprzeciwko budynku dawnego dworu. Jest to drewniana kaplica o słupowej konstrukcji. Odprawiano w niej msze. Wewnątrz był prosty ołtarz z obrazem Matki Boskiej Nieustającej Pomocy. Kaplica została częściowo uszkodzona przez chuliganów i upływ czasu.
- 7. Zaszklona kapliczka szafkowa – na drzewie przy tzw. starej drodze do kościoła w Żegocinie. Drewniana, rzeźbiona, wewnątrz z ozdobionym geometrycznymi motywami drewnianym krzyżem z figurką Chrystusa. Według tradycji przechodzący obok ludzie wrzucają do środka monety mające służyć osobom przymierającym z głodu.
- 8. Figurka Matki Bożej Fatimskiej – przy skrzyżowaniu drogi nr 965 z drogą do kościoła w Łąkcie Górnej. Osadzona na cokole i przykryta blaszanym daszkiem wśród krzewów ozdobnych. Na cokole tabliczka z napisem: „W tym miejscu, w latach 1986–1991 była prowizoryczna kaplica. Tutaj organizowała się nowa wspólnota parafialna. Dla upamiętnienia tego faktu parafianie Łąkty wraz z ks. proboszczem ufundowali ten monument, z którego na jadących i idących spogląda Matka Boża Fatimska. Łąkta 2005 – VI – 27".
- 9. Figura Chrystusa na cokole – na cmentarzu w Łąkcie Górnej. Na cokole napis „Pomnik dziecka utraconego”.
- 10. Figura kardynała Stefana Wyszyńskiego – przy plebanii w Łąkcie Górnej. Zamontowana jest na kamiennym gazonie z kwiatami.
- 11. Figura Jana Pawła II – przy plebanii w Łąkcie Górnej. Zamontowana jest na kamiennym gazonie z kwiatami.
- 12. Stacje drogi krzyżowej – przy kościele w Łąkcie Górnej.
- 13. Figurka Matki Boskiej na postumencie – na przysiółku Kunice. Dolna część postumentu czworokątna z wyrytym rysunkiem Matki Boskiej z Dzieciątkiem na ręku i wizerunkami św. Mikołaja i św. Wojciecha, górna w postaci okrągłej kolumny. Ufundowana jako podziękowanie za uratowanie życia podczas epidemii cholery. Została gruntownie odremontowana. Dawniej stała w polu przy drodze polnej, obecnie w ogródku przy nowowybudowanym domu.
- 14. Słupkowa, kamienna figurka – po południowej stronie drogi z Ujazdu do Łąkty Górnej przez Kierlikówkę. Wzniesiona w 1864 r. Podczas wichury odłamany gruby konar drzewa zniszczył jej krzyż, figurka została jednak odremontowana.
- 15. Kamienna figurka z krzyżem – na przysiółku Brzeziny, przy skrzyżowaniu dróg. Ufundowana jako podziękowanie za uratowanie od cholery. Na uskokowym postumencie ma duży, kamienny krzyż z sylwetką Chrystusa, a w jego dolnej części z trzech stron płaskorzeźby; Matki Bożej Bolesnej, św. Małgorzaty i św. Jakuba.

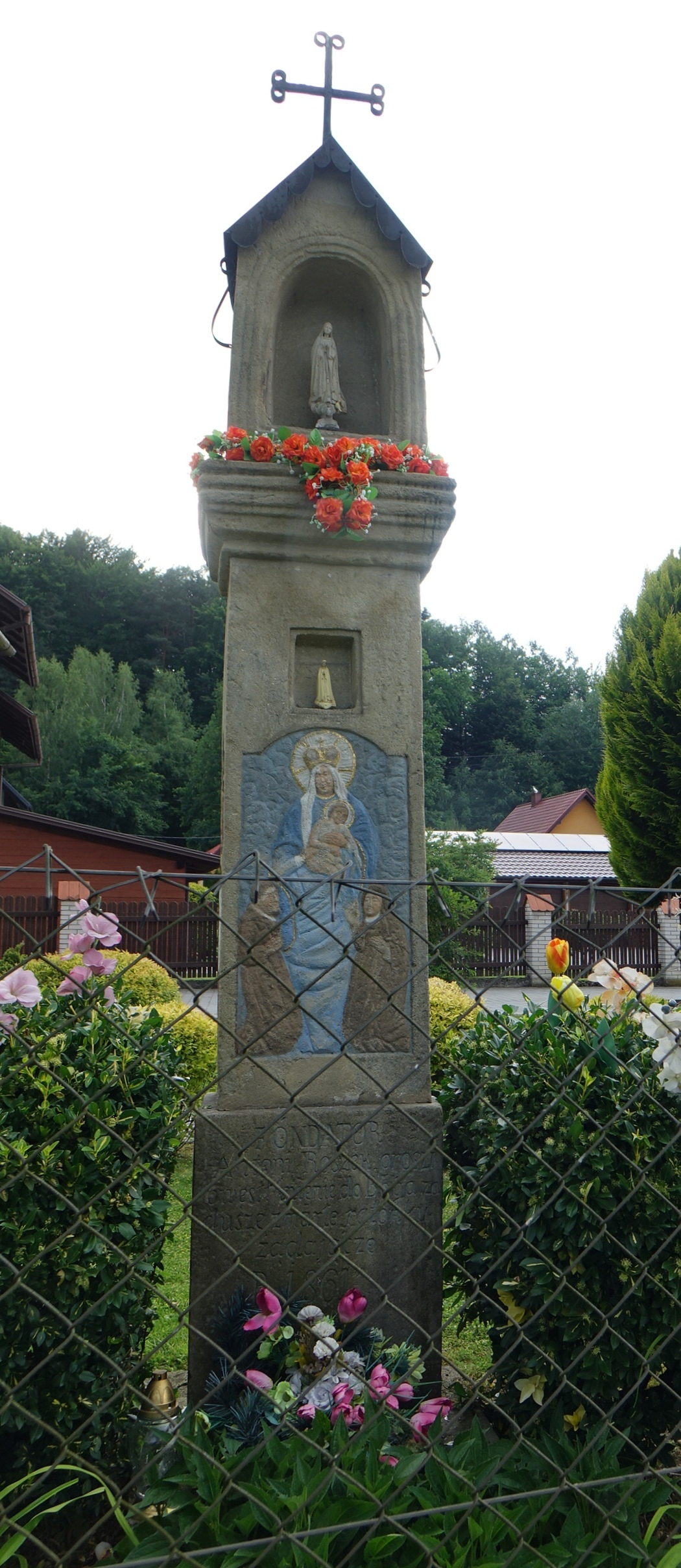
1
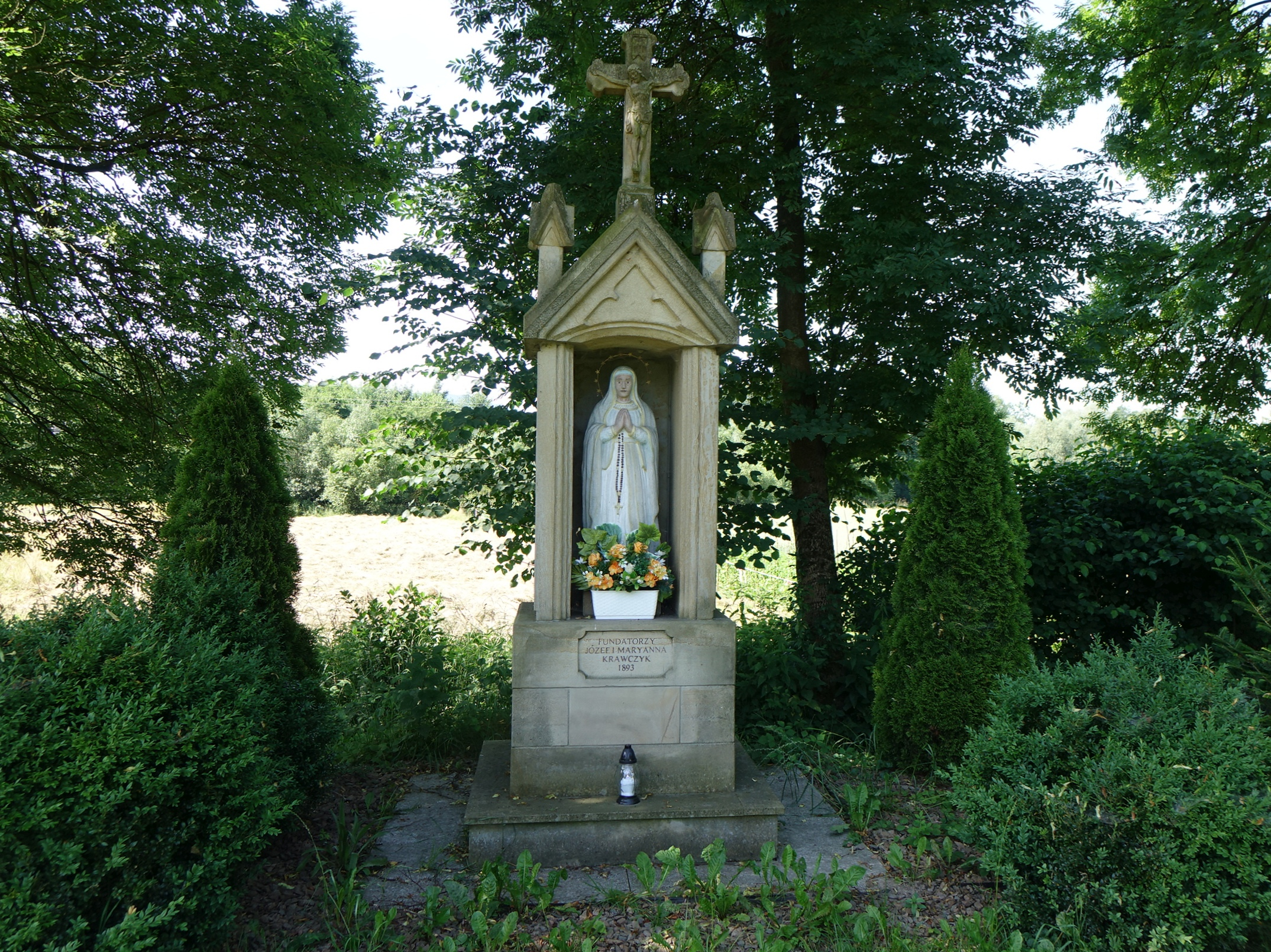
2
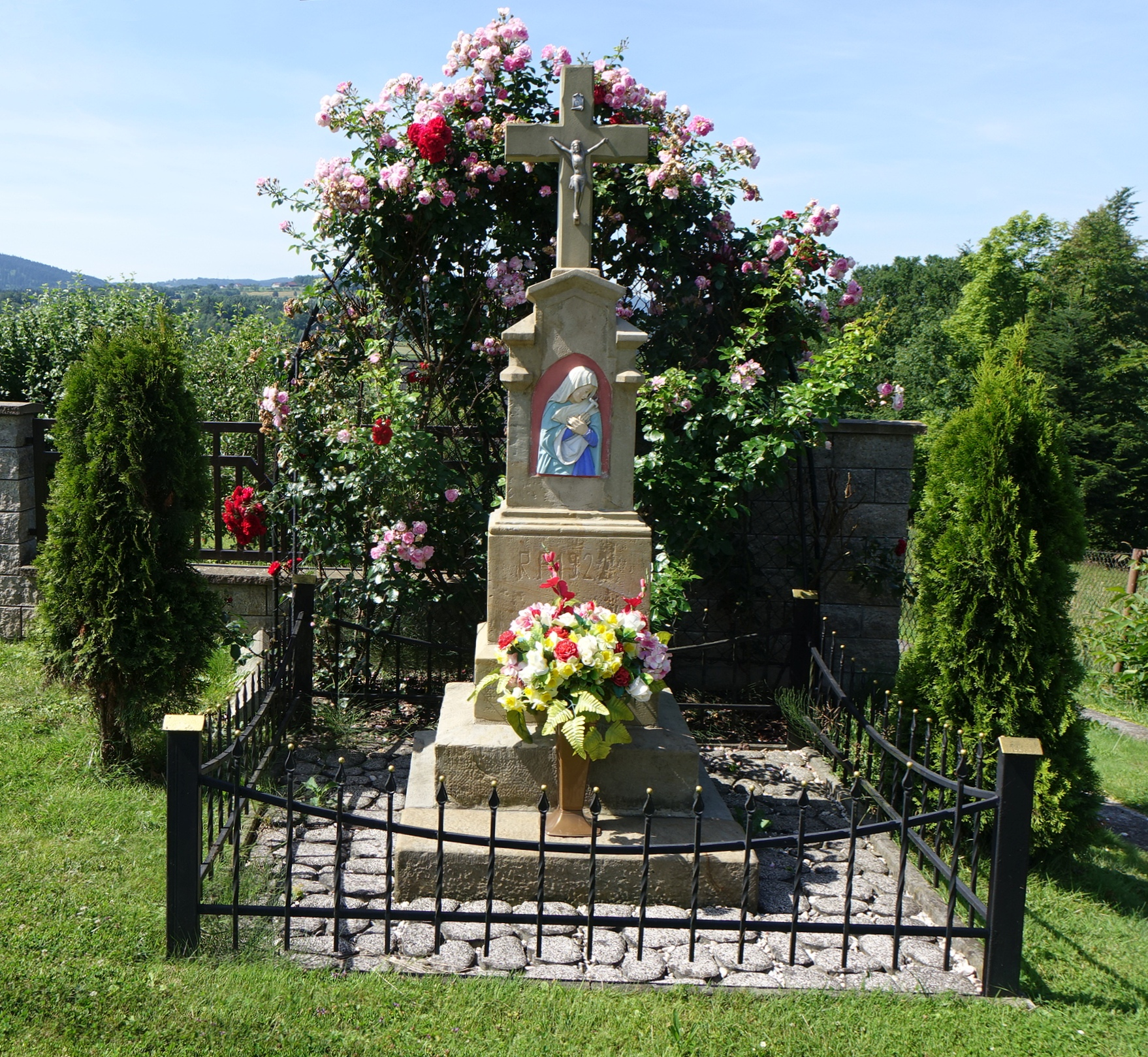
3
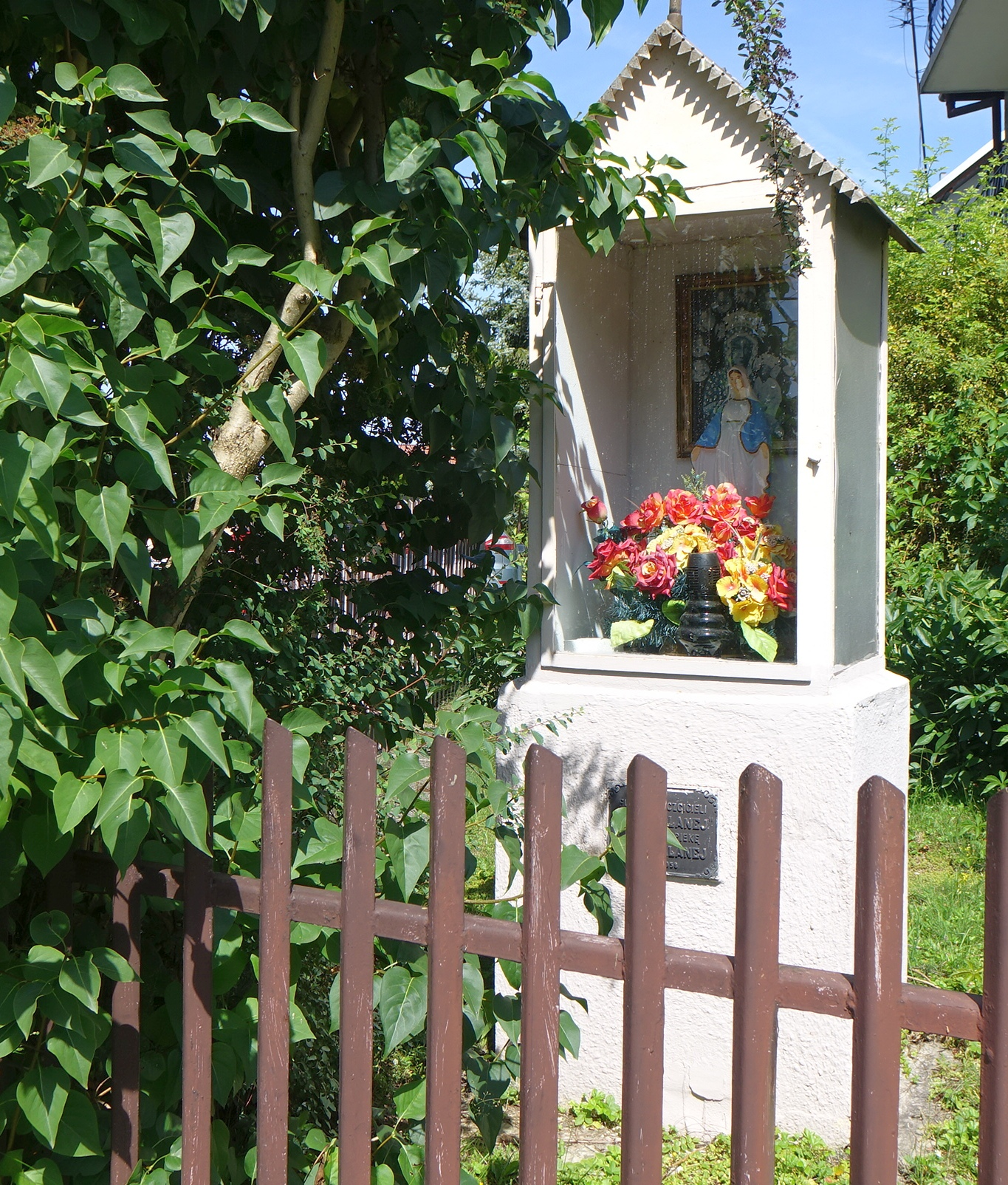
4
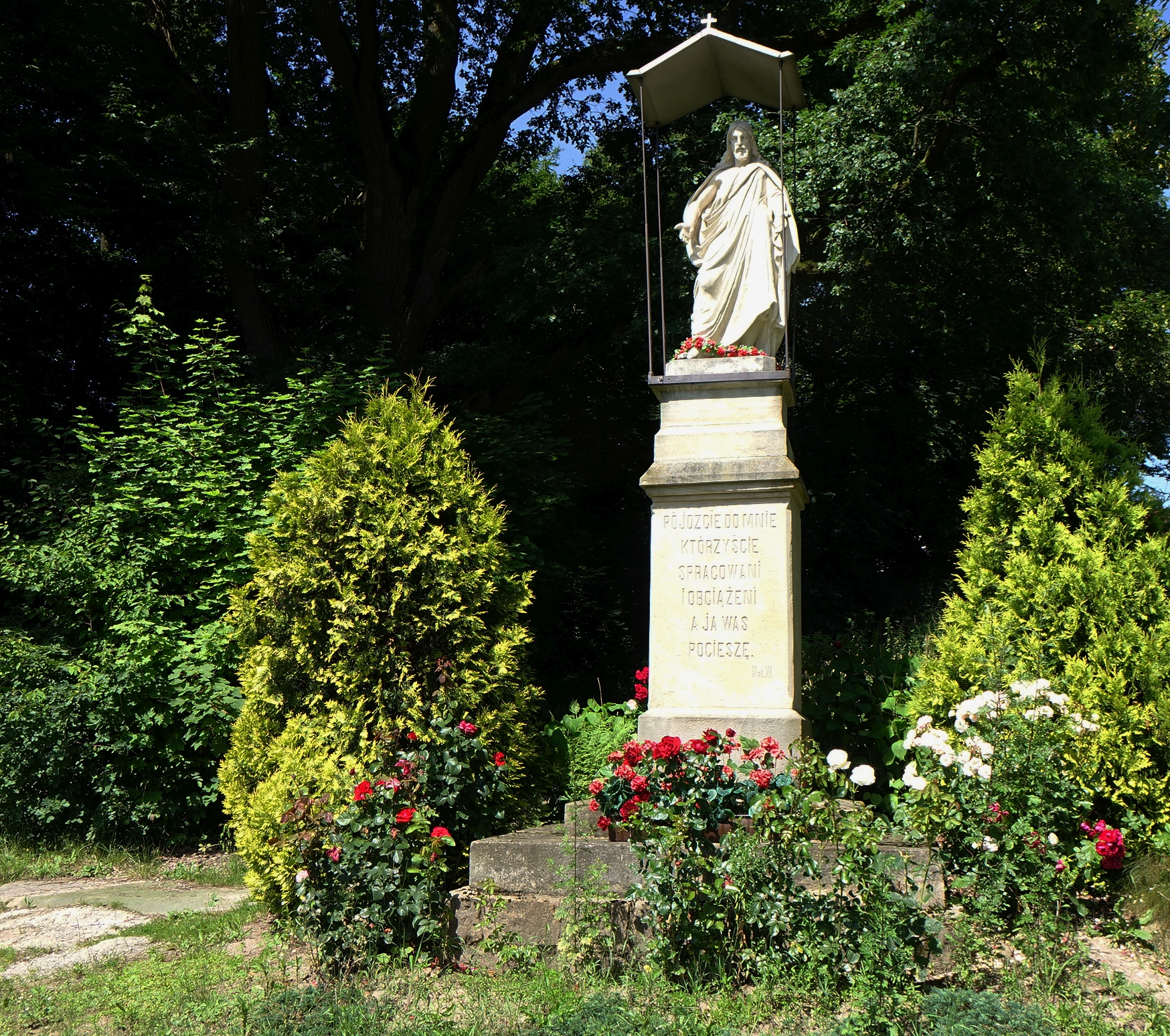
5
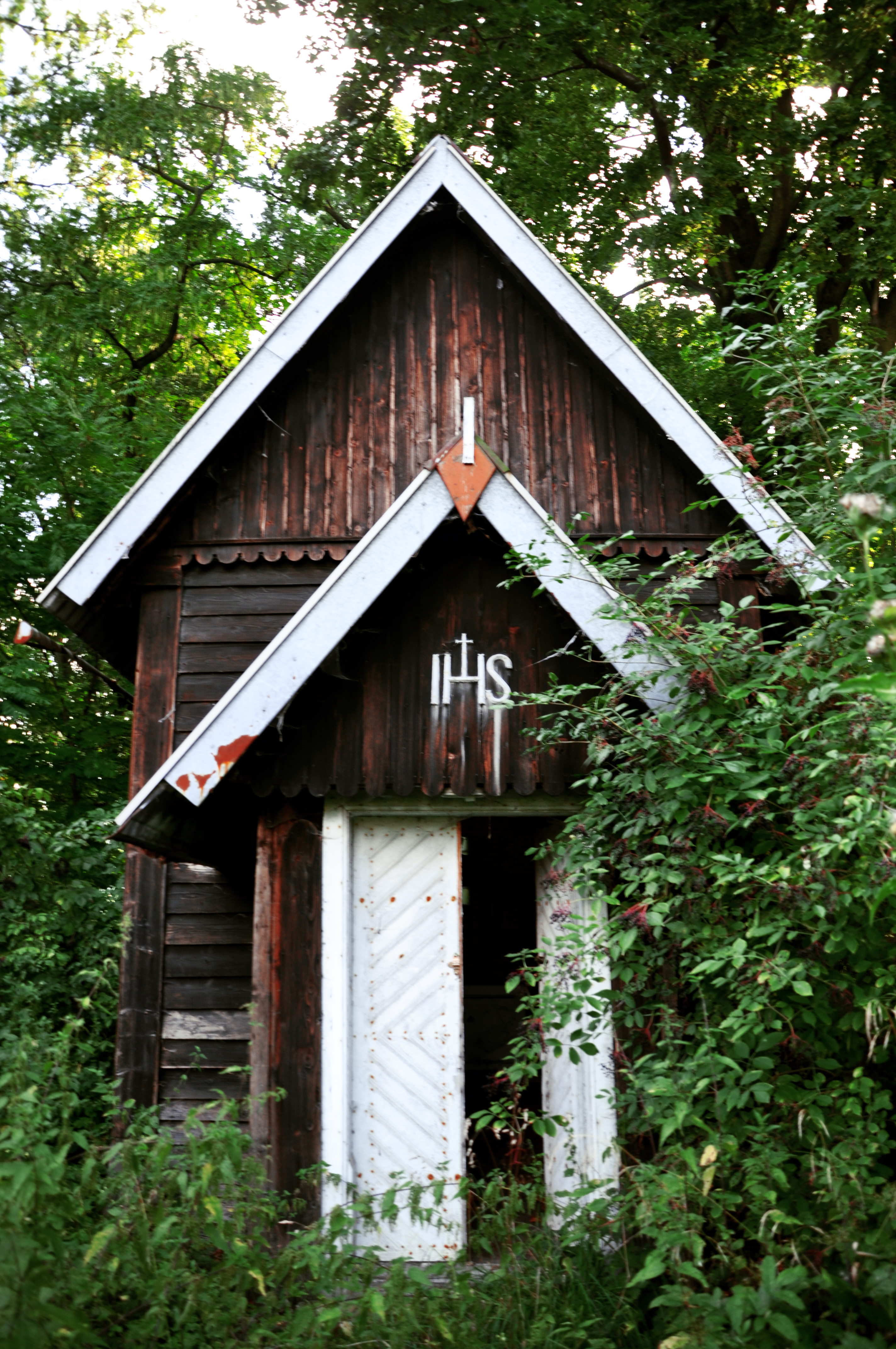
6
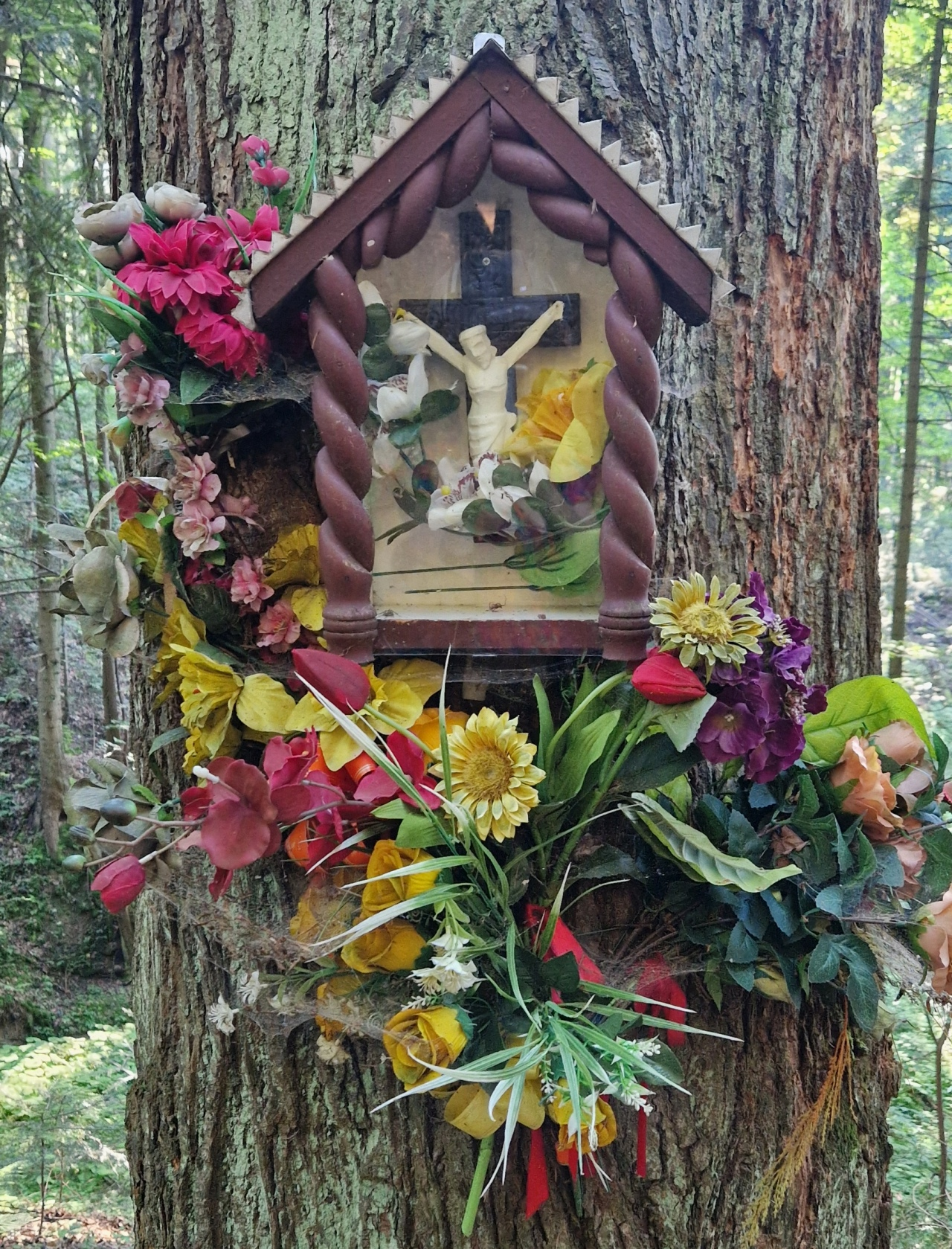
7
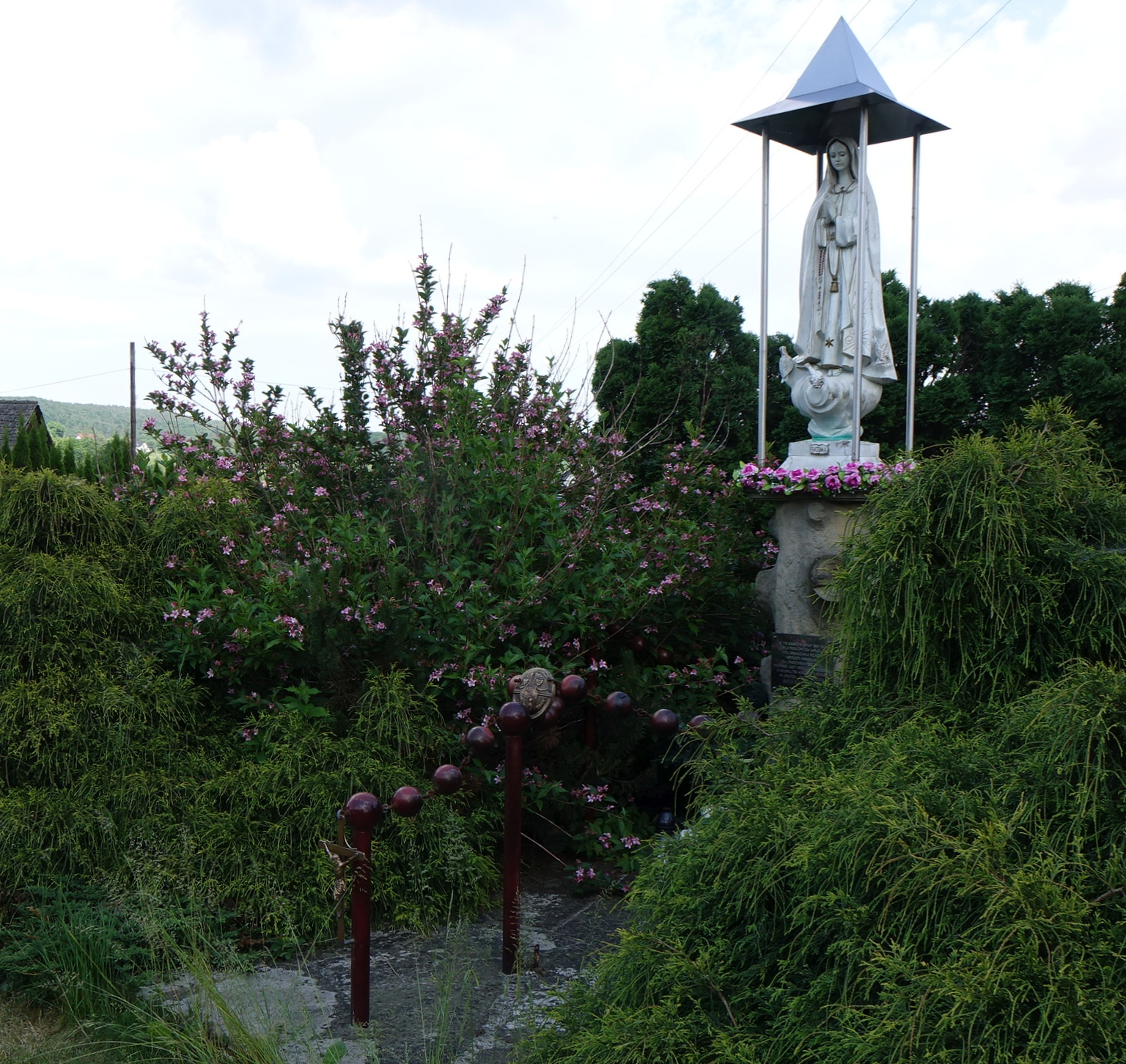
8
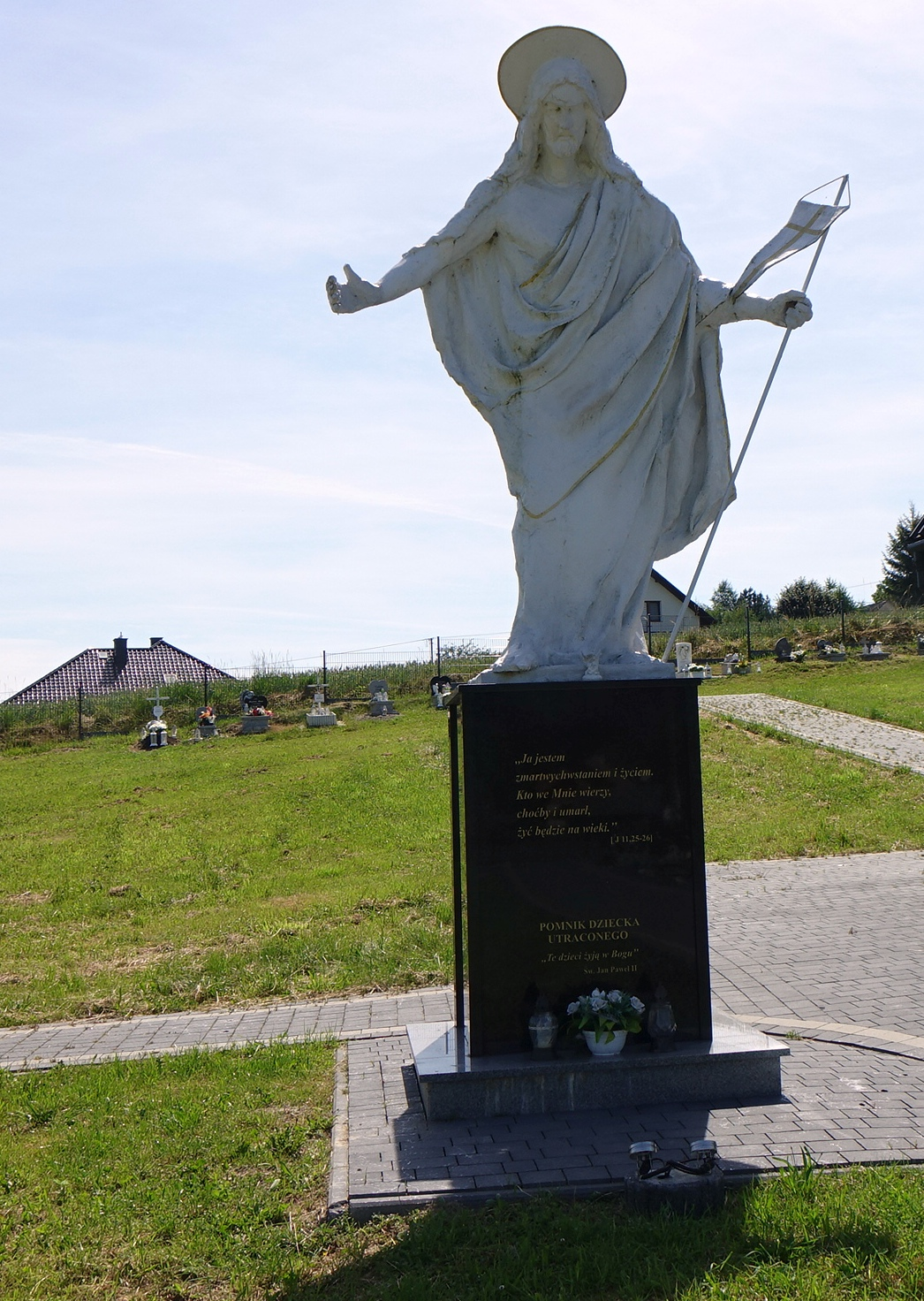
9
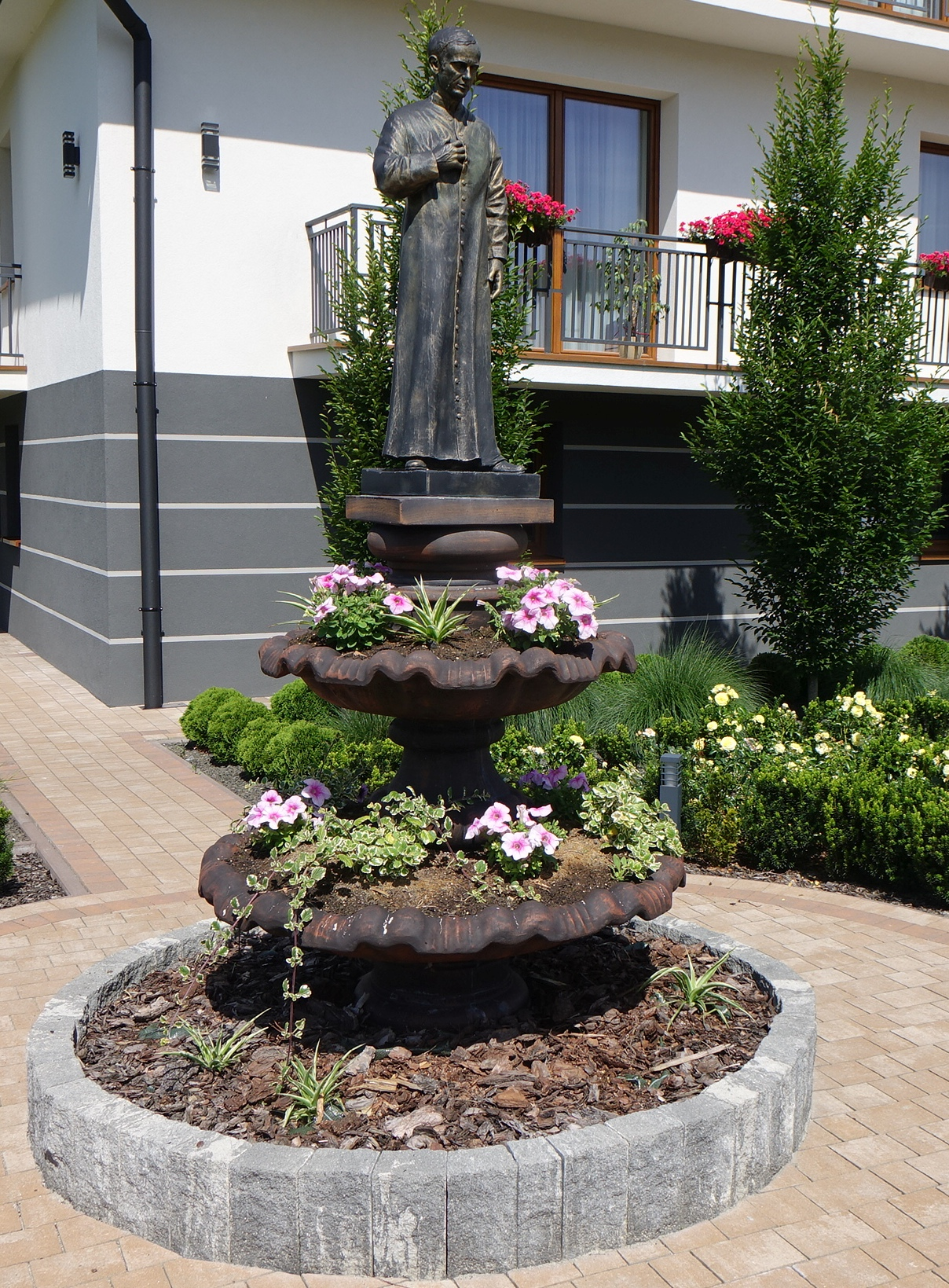
10
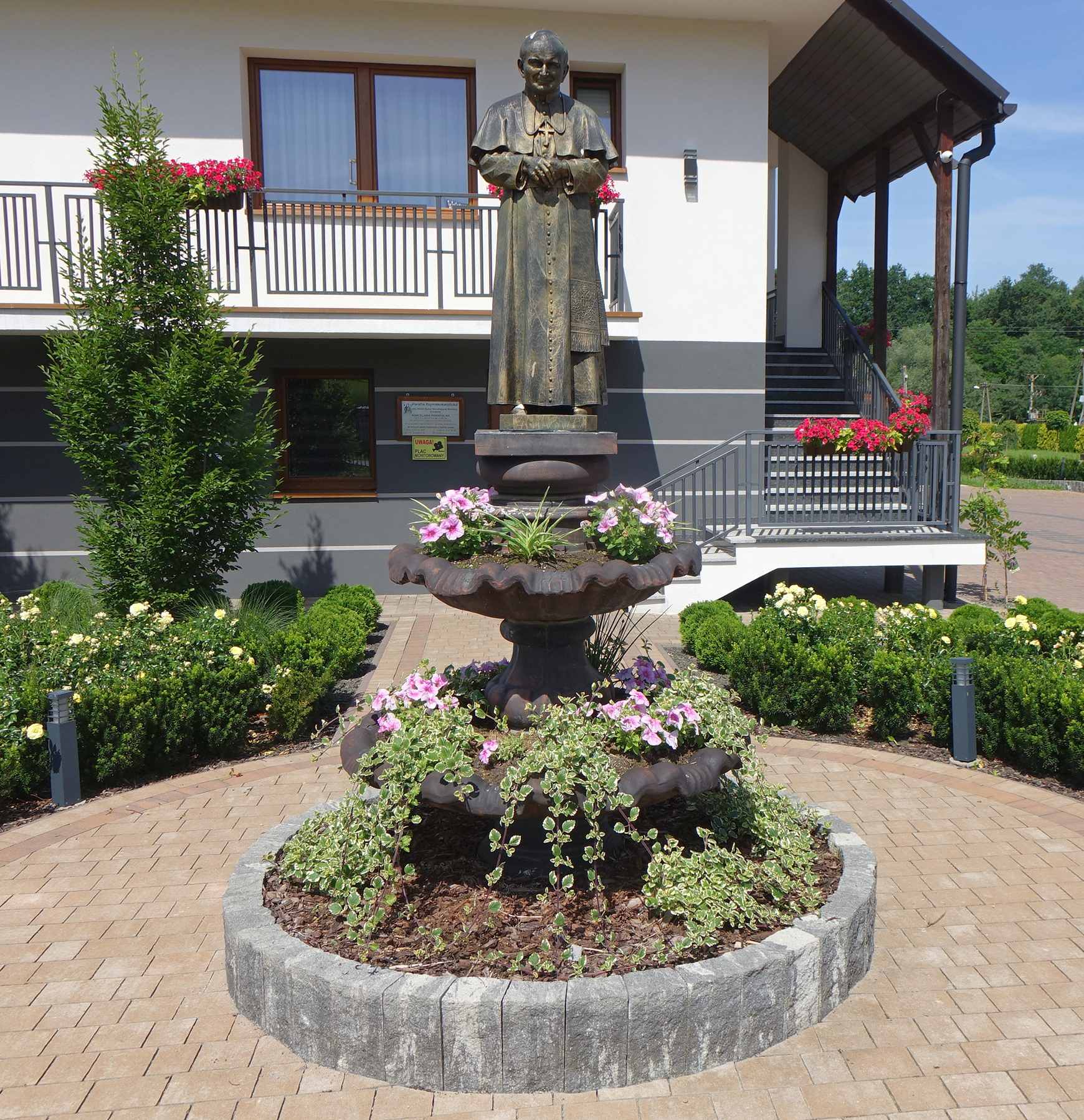
11
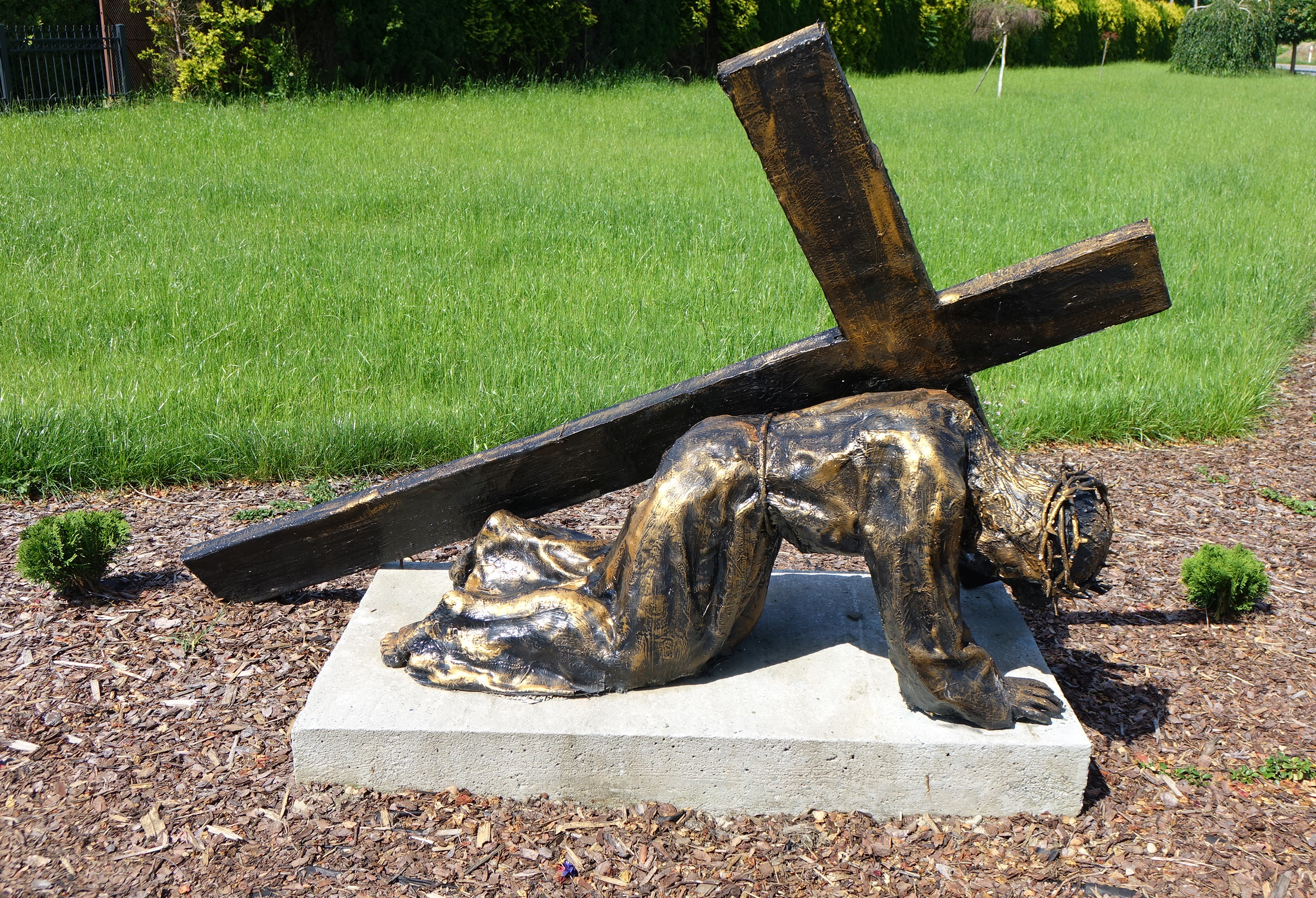
12
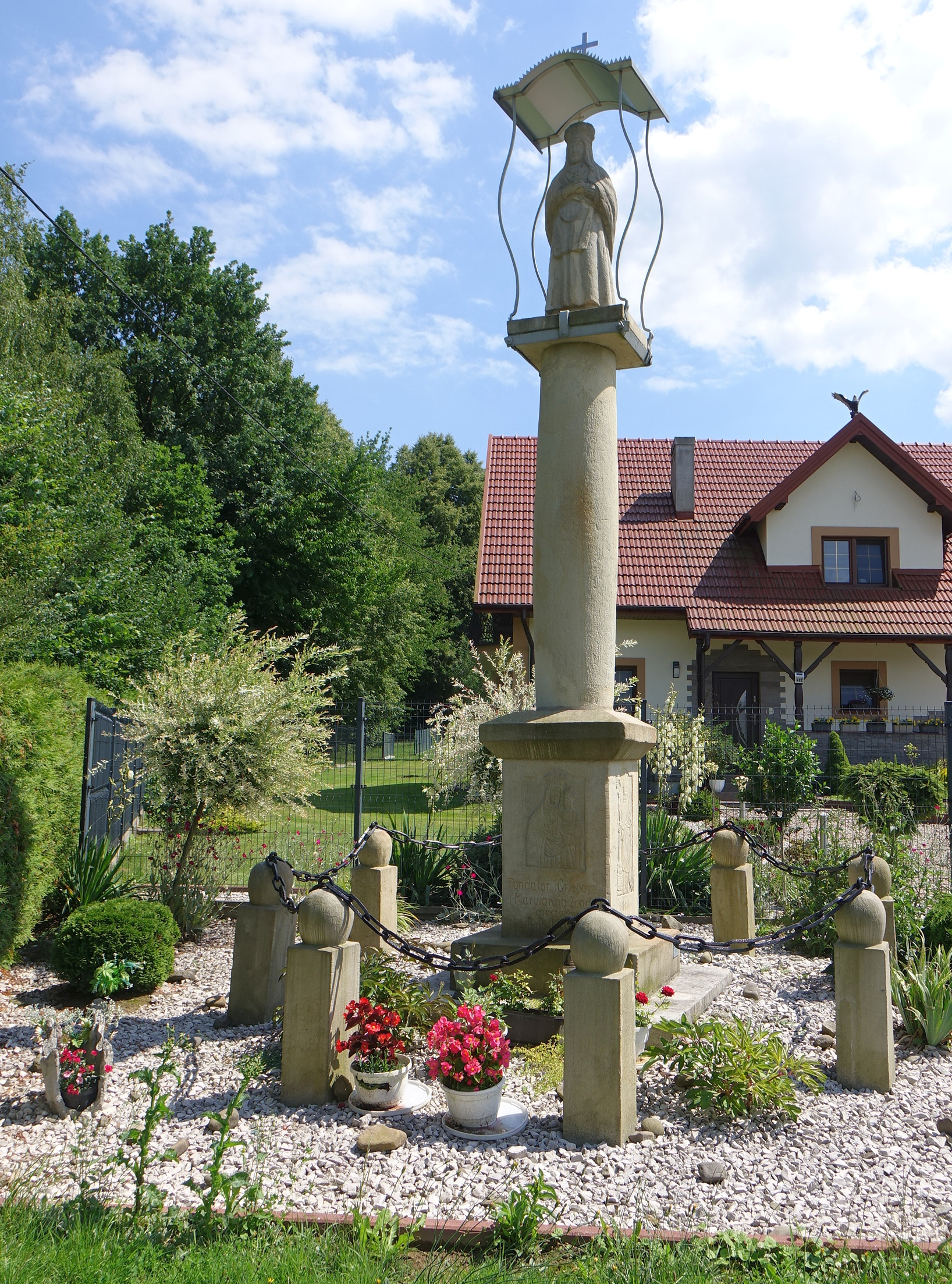
13
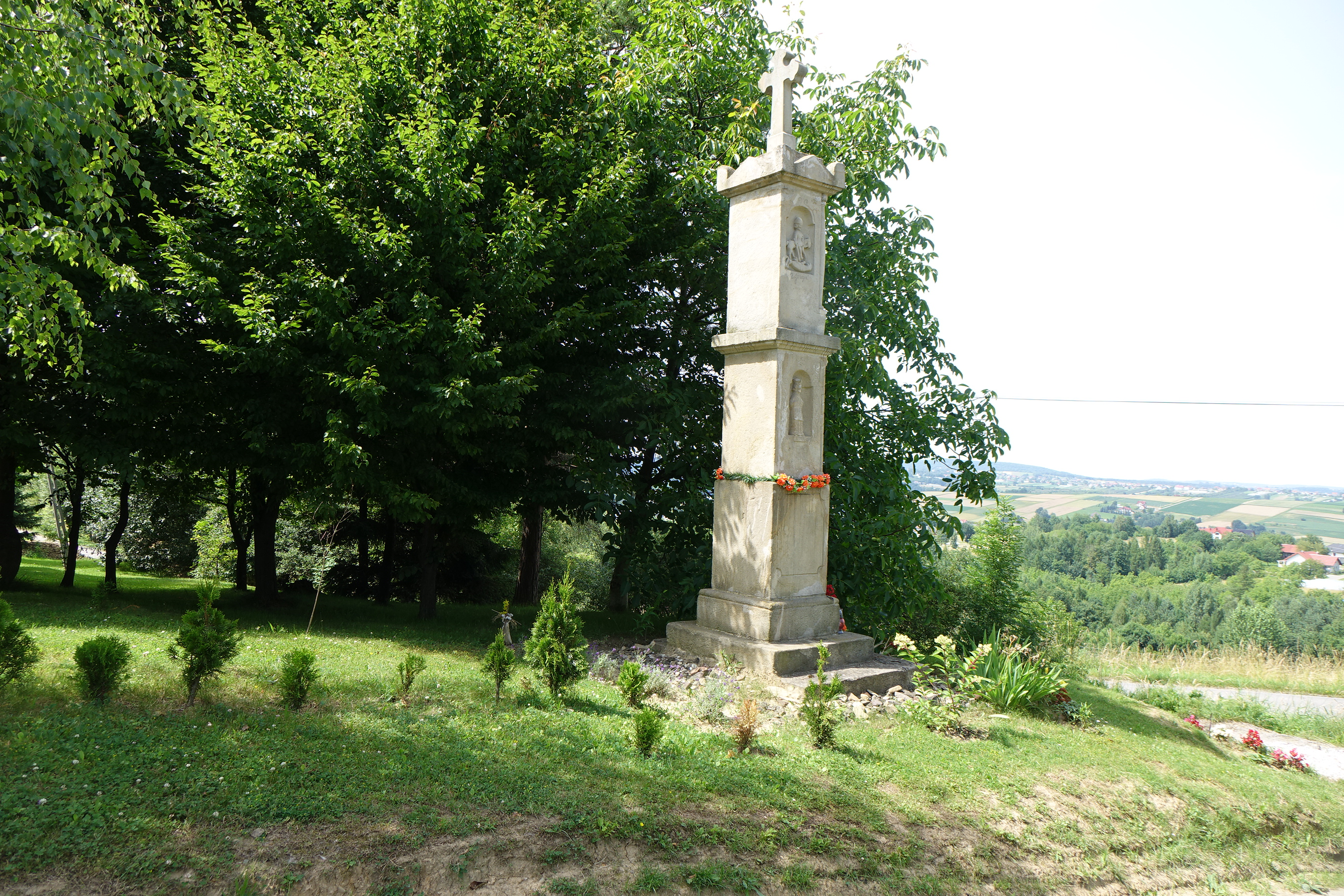
14
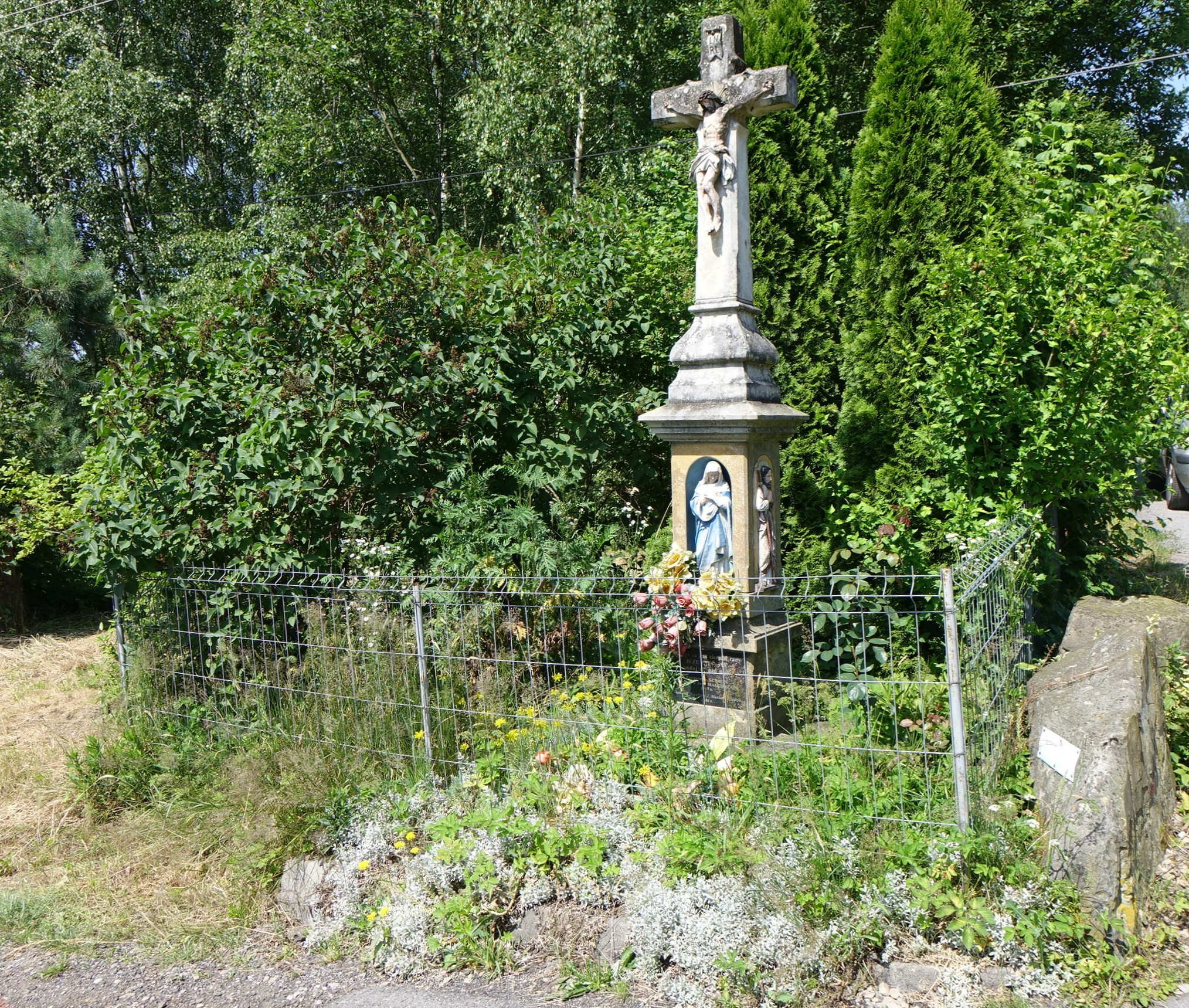
15